# Jan Heylen

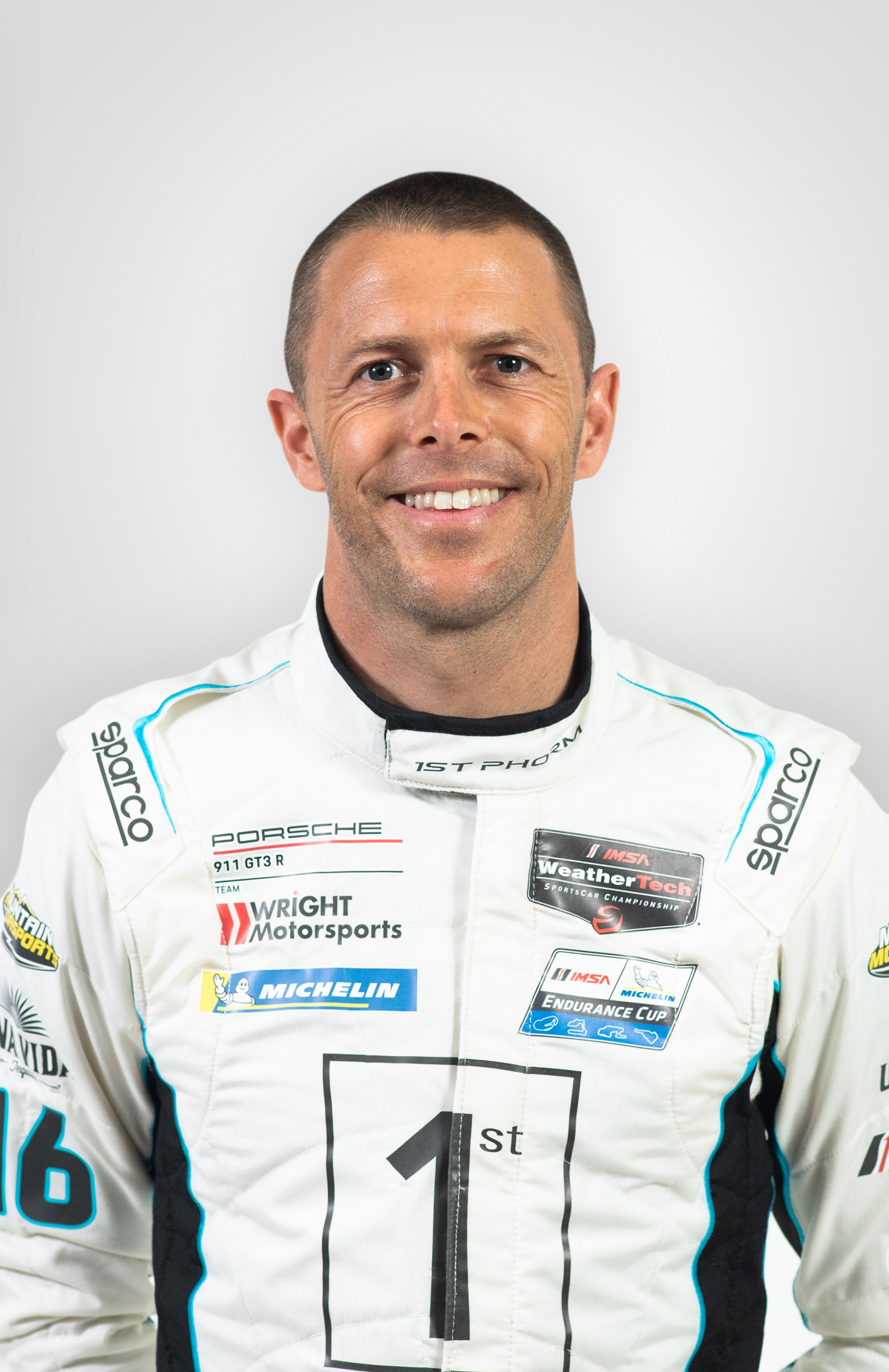
Jan Heylen 2021

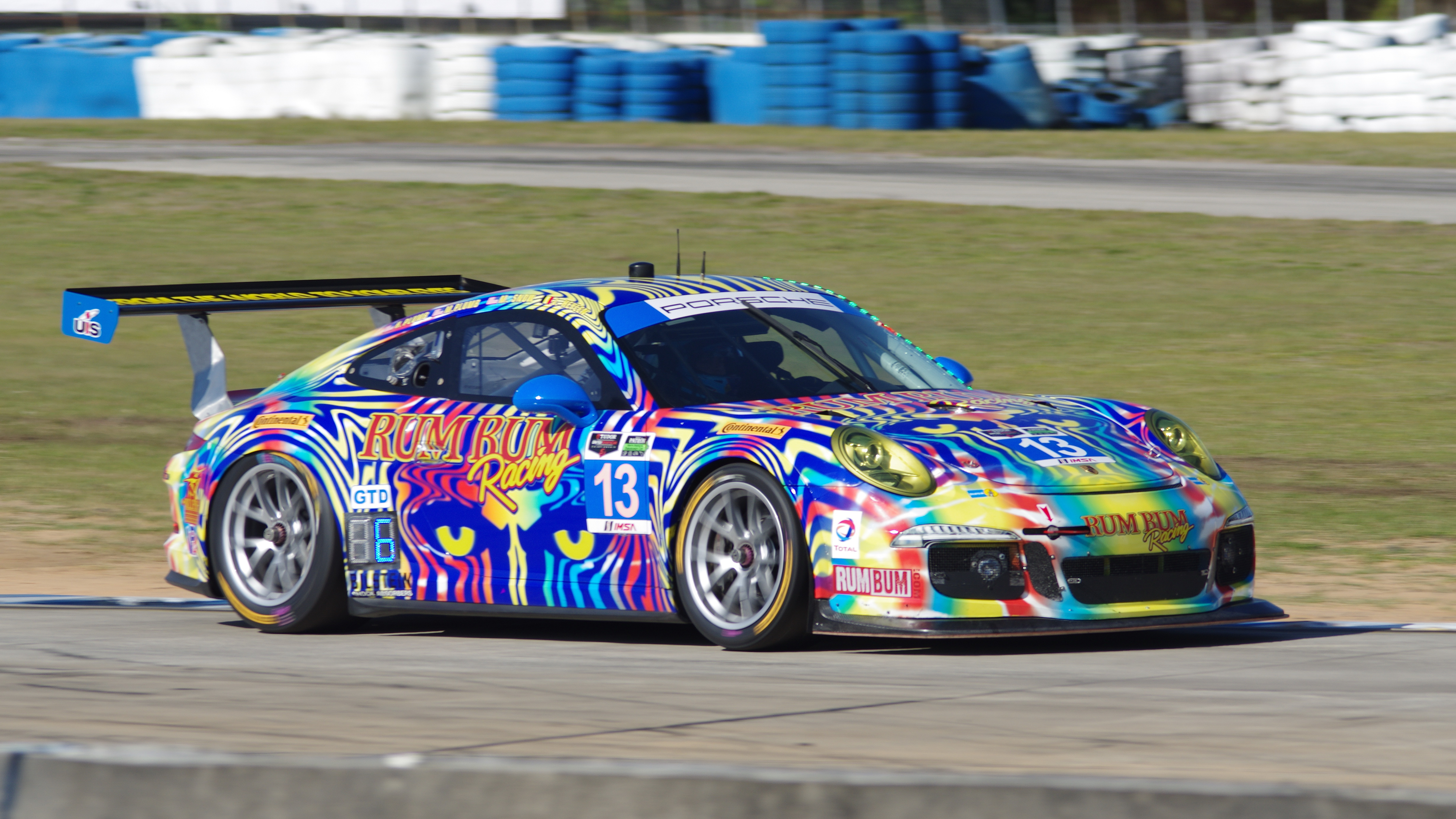
Im Porsche 911 GT America 2014 in Sebring

Jan Heylen (* 1. Mai 1980 in Geel) ist ein belgischer Autorennfahrer.

## Karriere
Wie die meisten Motorsportler begann Heylen seine Karriere im Kartsport, in dem er von 1992 bis 1999 aktiv war. In seiner weiteren Karriere nahm Heylen gelegentlich an weiteren Kartrennen teil. 2000 gab der Nachwuchsrennfahrer sein Formelsport-Debüt in der Wintermeisterschaft der britischen Formel Ford. Anschließend war er für zwei Jahre in der britischen Formel Ford aktiv. Nachdem er 2001 mit einem Sieg den elften Gesamtrang belegt hatte, wurde er 2002 mit drei Siegen Dritter der Fahrerwertung. 2003 wechselte Heylen in die neugegründete Formel-3-Euroserie zum Team von Colin Kolles und wurde Teamkollege des Niederländers Charles Zwolsman junior. Der Belgier konnte keine Punkte erzielen und wurden drei Rennwochenenden vor Schluss durch den späteren Meister Jamie Green ersetzt. In der Gesamtwertung belegte er den 28. Platz.
2004 wechselte Heylen in die internationale Formel-3000-Meisterschaft, die im Rahmenprogramm der Formel 1 ausgetragen wurde, zum belgischen Team Astromega und wurde Teamkollege seines Landsmannes Nico Verdonck. Obwohl er einen Punkt erzielen konnte und bessere Resultate als Verdonck erzielte, wurde er nach vier Rennen durch Olivier Tielemans ersetzt. Am Saisonende belegte er den 16. Gesamtrang. Außerdem startete er in diesem Jahr im deutschen Formel-3-Cup, in dem er sechs Rennen gewinnen konnte und den dritten Platz in der Meisterschaft belegte. 2005 fand Heylen kein Cockpit im Formelsport und er wechselte in den Renault Mégane Eurocup, den er mit sechs Siegen gewinnen konnte.
2006 wechselte Heylen nach Amerika in die Champ-Car-Serie. Für Dale Coyne Racing startend belegte er am Saisonende den 14. Gesamtrang. Sein bestes Resultat war ein fünfter Platz. Nachdem er 2007 zunächst kein Cockpit gefunden hatte, wechselte er zum vierten Rennen der Champ-Car-Serie zu Conquest Racing. Mit einem zweiten Platz als bestes Resultat belegte Heylen am Saisonende den 16. Platz in der Meisterschaft. Die letzten beiden Saisonrennen musste Heylen sein Cockpit an Nelson Philippe übergeben, da sein Team finanzielle Schwierigkeiten hatte.
Nachdem die Champ-Car-Serie 2008 mit der IndyCar Series zusammengegangen war und Heylen kein Cockpit erhalten hatte, bestritt er nur vier Rennen in verschiedenen GT-Rennserien. Für 2009 wollte er ursprünglich in der Indy Lights an den Start gehen und hatte einen Vertrag beim Team E unterschrieben, doch weder das Team noch Heylen nahmen an einem Rennen der Meisterschaft teil. In der Saison 2010 kam diese Konstellation jedoch für das Auftaktrennen, das der Belgier auf dem zweiten Platz beendete, zu Stande. Zu weiteren Einsätzen kam es nicht. Am Saisonende belegte er den 24. Gesamtrang.
2011 kehrte Heylen nach Europa zurück und tritt in der FIA-GT3-Europameisterschaft an.
Heylen wurde zwischenzeitlich von Mercedes unterstützt.

## Statistik

### Karrierestationen
| - 1992–1999: Kartsport - 2000: Britischen Formel Ford, Winterserie - 2001: Britische Formel Ford (Platz 11) - 2002: Britische Formel Ford (Platz 3) | - 2003: Formel-3-Euroserie (Platz 28) - 2004: Formel 3000 (Platz 16) - 2004: Deutscher Formel-3-Cup (Platz 3) - 2005: Renault Mégane Eurocup (Meister) | - 2006: Champ Car (Platz 14) - 2007: Champ Car (Platz 16) - 2010: Indy Lights (Platz 24) - 2011: FIA-GT3-Europameisterschaft |

### Le-Mans-Ergebnisse
| Jahr | Team                  | Fahrzeug           | Teamkollege   | Teamkollege       | Platzierung | Ausfallgrund |
| ---- | --------------------- | ------------------ | ------------- | ----------------- | ----------- | ------------ |
| 2022 | Dempsey-Proton Racing | Porsche 911 RSR-19 | Maxwell Root  | Fred Poordad      | Rang 38     |              |
| 2023 | Proton Competition    | Porsche 911 RSR-19 | Ryan Hardwick | Zacharie Robichon | Ausfall     | Unfall       |

### Sebring-Ergebnisse
| Jahr | Team                   | Fahrzeug                | Teamkollege              | Teamkollege       | Teamkollege      | Platzierung             | Ausfallgrund |
| ---- | ---------------------- | ----------------------- | ------------------------ | ----------------- | ---------------- | ----------------------- | ------------ |
| 2012 | Conquest Endurance     | Morgan LMP2             | David Heinemeier Hansson | Martin Plowman    |                  | Rang 41                 |              |
| 2013 | JDX Racing             | Porsche 997 GT3 Cup     | Jon Fogarty              | Mike Hedlund      |                  | Rang 27                 |              |
| 2014 | Rum Bum Snow Racing    | Porsche 911 GT America  | Madison Snow             | Matt Plumb        | Hugh Plumb       | Rang 34                 |              |
| 2015 | Wright Motorsports     | Porsche 911 GT America  | Madison Snow             | Milo Valverde     |                  | Rang 23                 |              |
| 2017 | Park Place Motorsports | Porsche 911 GT3 R       | Patrick Lindsey          | Matt McMurry      | Jörg Bergmeister | Rang 21                 |              |
| 2020 | Wright Motorsports     | Porsche 911 GT3 R       | Ryan Hardwick            | Patrick Long      |                  | Rang 18 und Klassensieg |              |
| 2021 | Wright Motorsports     | Porsche 911 GT3 R       | Trent Hindman            | Patrick Long      |                  | Rang 19                 |              |
| 2022 | Wright Motorsports     | Porsche 911 GT3 R       | Ryan Hardwick            | Zacharie Robichon |                  | Rang 36                 |              |
| 2023 | Wright Motorsports     | Porsche 911 GT3 R (992) | Ryan Hardwick            | Zacharie Robichon |                  | Rang 27                 |              |
| 2024 | Wright Motorsports     | Porsche 911 GT3 R (992) | Adam Adelson             | Elliott Skeer     |                  | Rang 31                 |              |

### Einzelergebnisse in der FIA-Langstrecken-Weltmeisterschaft
| Saison | Team                  | Rennwagen       | 1   | 2   | 3   | 4   | 5   | 6   | 7   |
| ------ | --------------------- | --------------- | --- | --- | --- | --- | --- | --- | --- |
| 2022   | Dempsey-Proton Racing | Porsche 911 RSR | SEB | SPA | LEM | MON | FUJ | BAH |     |
| 2022   | Dempsey-Proton Racing | Porsche 911 RSR |     | 29  | 38  | 27  | 31  | 34  |     |
| 2023   | Proton Competition    | Porsche 911 RSR | SEB | POR | SPA | LEM | MON | FUJ | BAH |
| 2023   | Proton Competition    | Porsche 911 RSR | DNF |     |     |     |     |     |     |